# ヨハン・ショップ

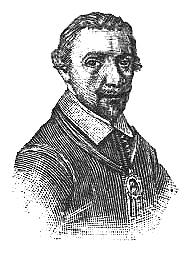
ヨハン・ショップ

ヨハン・ショップ（Johann Schop, 1590年頃 - 1667年）は、ドイツの作曲家、ヴァイオリニスト。

## 生涯
ハンブルク出身。1614年、ブラウンシュヴァイク＝ヴォルフェンビュッテル侯の宮廷楽団の楽士となり、ヴァイオリン、リュート、トランペット、ツィンクを担当した。1615年にコペンハーゲンのクリスチャン4世の宮廷に移ったが、1619年に疫病の流行によりハンブルクに戻った。ハンブルクでは市の音楽監督を務め、さらに聖ヤコビ教会のオルガニストも兼ねた。
1634年、デンマークのクリスチャン王太子の結婚式のためハインリヒ・シュッツとともにコペンハーゲンを訪問し、演奏を披露した。クリスチャン4世は彼をコペンハーゲンに引きとどめようとしたが失敗に終わった。
ヴァイオリンの名手として知られ、その名声はハンブルクを越えて知られていた。4声から6声のヴァイオリン音楽を出版し、そのうちいくつかはヴェストファーレン条約締結の祝典で演奏された。
ハンブルクで死去。

## 作品
器楽曲の他に、モテットも作曲した。彼が1641年に作曲した『心をはずませ』のメロディーは、後にヨハン・ゼバスティアン・バッハがカンタータ『心と口と行いと生活で』の「イエスこそわが喜び（主よ、人の望みの喜びよ）」で引用している。

## 文献
- Boyden, David Dodge (1990), The History of Violin Playing from Its Origins to 1761, Oxford University Press, ISBN 0198161832
- Arnold, Denis (1983), The New Oxford Companion to Music, Oxford University Press, ISBN 0193113163